# جيمس غوستاف سبيث
جيمس جوستاف (جوس) سبيث (من مواليد 4 مارس 1942 في أورانجبورج، ساوث كارولينا) هو محامٍ ومدافع عن البيئة أمريكي.

## السيرة الذاتية
ولد في أورانجبورغ بولاية كارولاينا الجنوبية عام 1942. تخرج بامتياز مع مرتبة الشرف من جامعة ييل في عام 1964، والتحق بكلية باليول بأكسفورد بصفته باحثًا في منحة رودس وتخرج من كلية الحقوق بجامعة ييل، حيث كان عضوًا في مجلة ييل للقانون في عام 1969. خدم في عامي 1969 و 1970 ككاتب قانوني لدى قاضي المحكمة العليا الأمريكية هوغو إل. بلاك.
كان سبيث أحد مؤسسي مجلس الدفاع عن الموارد الطبيعية، حيث شغل منصب كبير المحامين من عام 1970 حتى عام 1977.
شارك بين عامي 1977 و 1981 كعضو ثم لمدة عامين كرئيس لمجلس جودة البيئة في المكتب التنفيذي للرئيس. بصفته رئيس مجلس جيمي كارتر لجودة البيئة كان مستشارًا رئيسيًا في الأمور التي تؤثر على البيئة وكان مسؤولاً بشكل عام عن تطوير وتنسيق البرنامج البيئي للرئيس. خلال عامي 1981 و 1982 كان أستاذًا للقانون في مركز القانون بجامعة جورج تاون، حيث قام بتدريس القانون البيئي والدستوري.
في عام 1982 أسس معهد الموارد العالمية وهو مركز أبحاث بيئي مقره واشنطن العاصمة، وشغل منصب رئيسه حتى يناير 1993. كان مستشارًا كبيرًا للفريق الانتقالي للرئيس المنتخب بيل كلينتون، وترأس المجموعة التي درست دور الولايات المتحدة في الموارد الطبيعية والطاقة والبيئة.
في عام 1991 ترأس فريق عمل أمريكي معني بالتنمية الدولية والأمن البيئي والذي أصدر تقرير الشراكة من أجل التنمية المستدامة: أجندة أمريكية جديدة.
في عام 1990 قاد حوار نصف الكرة الغربي حول البيئة والتنمية الذي أنتج تقرير «الاتفاق من أجل عالم جديد».
من عام 1993 إلى 1999 شغل منصب مدير برنامج الأمم المتحدة الإنمائي؛ شغل منصب المنسق الخاص للشؤون الاقتصادية والاجتماعية تحت إشراف الأمين العام بطرس بطرس غالي، وقاد خطة الأمم المتحدة للمساعدة الإنمائية، كما شغل منصب رئيس مجموعة الأمم المتحدة الإنمائية.
في عام 1999 أصبح عميدًا لكلية ييل للغابات والدراسات البيئية في جامعة ييل في نيو هيفن (كونيتيكت). خلف سبيث في منصب عميد جامعة ييل السير بيتر كرين.
في عام 2014 نشر مذكراته الملائكة على ضفاف النهر. في ذلك العام كان أيضًا عضوًا في مجلس إدارة تحالف الاقتصاد الجديد.
يعمل سبيث حاليًا في مجلس شورى النواب «نحن» وهي منظمة غير حزبية لمكافحة الفساد.
عضو هيئة التحكيم الدولية لجائزة. زايد الدولية للبيئة في دورتها الأولي.

## العمل البيئي
كان سبيث قائدًا أو مشاركًا في العديد من فرق العمل واللجان التي تهدف إلى مكافحة التدهور البيئي بما في ذلك فريق عمل الرئيس المعني بالموارد العالمية والبيئة وحوار نصف الكرة الغربي حول البيئة والتنمية واللجنة الوطنية للبيئة.[بحاجة لمصدر]

## الجوائز
من بين الجوائز التي حصل عليها جائزة الدفاع عن الموارد من الاتحاد الوطني للحياة البرية، وجائزة باربرا سوين الشرفية لمجلس الموارد الطبيعية الأمريكية، وجائزة التقدير الخاصة لعام 1997 من جمعية التنمية الدولية، وجائزة الإنجاز مدى الحياة من معهد القانون البيئي، وجائزة الكوكب الأزرق. وهو حاصل على درجات فخرية من جامعة كلارك وكلية الأطلسي وكلية الحقوق في فيرمونت وكلية ميدلبري وجامعة ماساتشوستس في بوسطن.

## المنشورات
- العولمة والبيئة (كمحرر)، Island Press (2003)
- السماء الحمراء في الصباح: أمريكا وأزمة البيئة العالمية (2004)
- الإدارة البيئية العالمية، آيلاند برس (2006)
- الجسر على حافة العالم: الرأسمالية والبيئة والعبور من الأزمة إلى الاستدامة، مطبعة جامعة ييل (2008)(ردمك 978-0-300-13611-1)
- أمريكا الممكن: بيان من أجل اقتصاد جديد، مطبعة جامعة ييل (2012)(ردمك 978-0300180763)
- الأرضية الأخلاقية: العمل الأخلاقي من أجل كوكب في خطر (فصل)، مطبعة جامعة ترينيتي (2010).(ردمك 9781595340665)
- الملائكة على ضفاف النهر، مذكرات (2014)

### مقالات
- ما وراء الإصلاح مجلة كوكبنا PDF
- أمريكا الممكن: بيان من رابط الانحدار إلى ولادة جديدة
- أمريكا الممكن: بيان سياسي جديد لربط حلم جديد

## روابط خارجية
- الملائكة على ضفاف النهر[وصلة مكسورة] - موقع الكتاب
- مرات الظهور على سي-سبان